# أنور علي (كاتب)
أنور علي (بالإنجليزية: Anvar Ali)‏ هو كاتب وشاعر هندي، ولد في 1 يوليو 1966 في ثيروفانانثابورام في الهند.

## وصلات خارجية
- أنور علي على موقع ميوزك برينز (الإنجليزية)